# Бэрд, Чак
Чак Бэрд (англ. Chuck Baird, при рождении Чарльз Кроуфорд Бэрд; 22 февраля 1947 — 10 февраля 2012) — американский глухой рассказчик и художник, один из наиболее известных основателей De’VIA, эстетического движения в рамках культуры глухих, которое отражало ви́дение глухих посредством изобразительных искусств. Карьера Чака продолжалась более 35 лет, за это время он занимался рисованием, скульптурой, рассказом, актёрским искусством, а также преподаванием.

## Биография
Чак Бэрд родился глухим и от Канзасской школы для глухих до Галлодетского университета имел возможность общаться на амслене, жестовом языке. После получения квалификации бакалавра изобразительных искусств в Рочестерском технологическом институте Бэрд работал художником в Национальном театре глухих, а затем — позицию ответственного за изобразительные искусства в организации англ. Spectrum: Focus on Deaf Artists, которая основала деревню художников в Техасе. В свободное время он работал с командой, создавшей сериал для глухих детей Rainbow’s End; позже сериал получил Эмми. Художественные работы Чака получили признание в сообществах глухих по всему миру. Первая его выставка состоялась в Галлодетском университете в 1975 году и носила название (англ. Deaf Artists' Exhibit: World Federation of the Deaf Conference). Он бывал во многих школах для глухих детей, где давал уроки и работал над картинами. Среди них — 4,5-метровая коллажная стенная роспись в Образовательном центре для глухих во Фреймингхеме, созданная в 1995 году, а также огромная стенная роспись, названная «The Five Panels: Deaf Experiences». Роспись до сих пор находится на стене университета, она считается важным для глухих произведением искусства. На росписи ребёнок говорит на амслене: «Ты глухой?», а взрослый отвечает: «Да, как и ты!».
В мае 1989 года, перед международным фестивалем культуры глухих в Галлодетском университете «Deaf Way II», Чак и ещё семь глухих деятелей искусств создали манифест движения De’VIA (Deaf View Image Art). Там содержалась концепция искусства глухих, которое отделялось от искусства, созданного глухими, или искусства для глухих: искусство глухих должно содержать послание о жизни глухих. Манифест начинается словами: 

De’VIA представляет глухих художников и их мироощущение, основанное на опыте глухоты. Здесь для выражения врождённого культурного или физического опыта используются элементы классического искусства. Оригинальный текст (англ.)De’VIA represents deaf artists and perceptions based on their deaf experiences. It uses formal art elements with the intention of expressing innate cultural or physical deaf experience.— Deaf Way II: Celebration of the Deaf Way of Life. Disabilityworld.org. Дата обращения: 30 октября 2012. Архивировано 5 июля 2013 года.
Чак Бэрд стал знаменит в мире глухих. Его работы были включены в книгу о глухих художниках Deaf Artists in America: Colonial to Contemporary Деборы Сонненстрол (англ. Deborah M. Sonnenstrahl). Он был приглашён для создания иллюстраций издательством для глухих Dawn Sign Press.
На своём сайте Чак поместил несколько собственных работ, созданных с позиции члена De’Via. Многие работы Чака включают изображения его рук, сложенных в знаки амслена.
Бэрд основал фонд, призванный поддерживать глухих художников, Фонд Чака Бэрда (англ. the Chuck Baird Foundation).
Помимо этого, Бэрд прославился как актёр и рассказчик. Он участвовал в постановках Национального театра глухих в 1980—1990 годах. Некоторые его истории на амслене были записаны Галлодетским университетом.
Смерть Бэрда была замечена в мире глухих, в частности, Рочестерский и Галлодетский университеты, а также Техасская ассоциация глухих выпустили некрологи.

## Цитаты
- «Тема глухоты в моих работах связана с моими собственными ощущениями от глухоты; я работаю в жанре De’Via»[3].
- "Я больше не рисую то, что люди хотят увидеть. Я рисую для себя. Речь о моём опыте, моей любви к амслену и гордости за наше глухое наследие. Иногда я создаю работы, не имеющие отношения к глухоте[3].
- "Искусство глухих выражает ценности культуры глухих — красоту жестового языка и его болезненное угнетение, счастье привязанности к глухому, проблемы коммуникации между владеющими жестовым языком и не владеющими, обнаружение языка и сообщества, история глухих людей[19].